# Хорев, Георгий Алексеевич
Георгий Алексеевич Хорев (1900, Дмитровский уезд, Орловская губерния, Российская империя — 24 августа 1962, Ашхабад, Туркменская ССР, СССР) — советский хозяйственный, государственный и партийный деятель.

## Биография
Родился в 1900 году в Дмитровском уезде. Член КПСС с 1925 года.
С 1919 года — на хозяйственной, общественной и политической работе. В 1919—1961 гг. — секретарь волисполкома, секретарь парткома института, заведующий административным отделом ДнепроГЭСстроя, инструктор, заместитель заведующего отделом Днепропетровского городского комитета КП Украины, инструктор Павлоградского горкома и Запорожского обкома КП Украины, первый секретарь Тедженского райкома, первый секретарь Карабогазгольского райкома, первый секретарь Красноводского обкома и горкома КП Туркмении, секретарь ЦК КП Туркмении, заведующий отделом нефтяной и химической промышленности ЦК КП Туркмении, первый заместитель председателя Совета Министров Турменской ССР, заместитель председателя Совета Министров Турменской ССР.
Избирался депутатом Верховного Совета Туркменской ССР 1-го, 2-го, 3-го, 4-го созывов.
Умер в Ашхабаде в 1962 году.